# الوكالة الفضائية الجزائرية
الوكالة الفضائية الجزائرية اختصارا (و.ف.ج) تأسّست في 16 يناير 2002 في الجزائر، ببوزريعة، وهي المسؤولة عن تنفيذ البرنامج الفضائي الوطني للجزائر والمركز الوطني للتقنيات الفضائية (الجزائر) في مدينة أرزيو بوهران هو المركز المتخصص في ميدان التقنيات الفضائية بالجزائر، فهو المسؤول عن إعداد البرنامج الذي يستجيب لمختلف الاحتياجات الخاصة بالمستخدمين الوطنيين عن طريق تطوير الموارد المائية، الفلاحة، الاتصالات، النقل، كما يعتبر هذا المركز الأداة التنفيذية للوكالة الفضائية الجزائرية التي تم إنشاؤها بموجب مرسوم رئاسي في 16 جانفي 2002 لتدعيم البحث أكثر وإخراجه من الإطار النظري إلى الإطار التطبيقي، ولتكون أيضا بمثابة الأداة الحكومية لتنفيذ سياسة الدولة الجزائرية بخصوص دراسة واستغلال الفضاء الخارجي لأغراض سلمية، وكذا إبرام مختلف اتفاقيات التعاون مع الدول التي يمكنها دعم البرنامج الفضائي.

## برنامج الوكالة الفضائية
يمكن إجمالا أن نتحدث عن أهم الأساسيات التي يتمحور حولها هذا البرنامج:
- تصميم وإنجاز وإطلاق القمر الصناعي الجزائري آلسات بالتعاون مع وكالة الفضاء البريطانية (UK Space Agency) في نوفمبر 2002.
- تطوير المشاريع التطبيقية حول مختلف الاحتياجات الوطنية، الأخطار الطبيعية، متابعة الموارد... وتعتمد أغلب هذه المشاريع على الصور الفضائية للساتل الجزائري آلسات.
- تكوين قدرات علمية ذات مستوى عال وتجنيدها حول الجوانب التكنولوجية التطبيقية للبرنامج الفضائي.
- تطوير التعاون الدولي الذي يسمح بالتحولات التكنولوجية ونقل مختلف معارف الدول التي حققت نتائج إيجابية في هذا المجال، إلي جانب ذلك تم تسطير العديد من الأهداف التي من شانها تحقيق تقدم للبلاد وإحداث تنمية خاصة وأن الأوضاع الراهنة لاتعكس أبدا الإمكانيات التي تتوفر عليها لذلك دأبت علي إنجاز نظام فضائي يستجيب لمختلف الاحتياجات عن طريق تطوير تقنيات استغلال النظام الفضائي في مجالات مراقبة الأرض لمعرفة الموارد الطبيعية وإدارتها وكذا حماية البيئة ومحاولة الحد من الأخطار الطبيعية، إلى جانب ذلك فالاتصالات الفضائية تضمن الاستغلال المستقل سواء في الميدان المدني أو العسكري، الهاتف الثابت والهاتف المحمول، البث التلفزي، الانترنت، كما أن أوضاع الساتيليت تمنحنا العديد من الأنظمة الاتصالية المتطورة. (GPS،GLO، GALILEO)

## تاريخ أبحاث الفضاء في الجزائر
بدأت أبحاث الفضاء وتجاربه في الجزائر أثناء الاحتلال الفرنسي بإقامة مجمع من مواقع أطلاق الصواريخ واختبار الأسلحة النووية، تحت اسم مركز اختبار الأسلحة الخاصة (CIEES)، وقد بدأ استخدام موقع كولوم بشار (Colomb-Bechar) في 24 أبريل 1947، موقع اطلاق الصواريخ نقل إلى حماقير (Hammaguira) عام 1952، واقيم موقع أطلاق إضافي في رقان (Reggane) عام 1961، وفي 26 نوفمبر 1965، أطلقت فرنسا أول صاروخ فرنسي، ديامنت، من حماقيرة. إخلال تلك المواقع كان أحد الشروط في اتفاقية استقلال الجزائر الموقعة في مارس 1962، وتم تسليم المواقع للجزائر في 1 يوليو 1967 حسب اتفاقيات إيفيان.

## مركز تطوير الأقمار الصناعية
المركز تابع للوكالة الفضائية الجزائرية بولاية وهران بتكلفة بلغت 5.5 مليار دينار أي ما يقرب من 754 مليون دولار، وقد تم تنفيذ هذا المركز الذي تم البدء فيه في سنة 2008 على مساحة إجمالية تقدر بأكثر من 4 هكتارات ويضم بناية متخصصة في عمليات إدماج الأقمار الصناعية داخل قاعات بيضاء وبناية ثانية للتجارب البيئية ويمكن لهاتين البنايتين إجراء عمليات الإدماج والتجارب لأقمار صناعية يصل وزنها إلى 1000 كجم، وتعتزم الجزائر إطلاق قمرها الصناعى نهاية سنة 2019 يعرف باسم السات 3 والمتخصص في مجال الاتصالات.

### ألسات 1

القمر الصناعي السات على المدار

في 28 نوفمبر 2002، من قاعدة پلستسك الروسية الواقعة على بعد 600 كلم شمالي موسكو وبالتعاون مع المركز الفضائي البريطاني في سري (Surrey Space Centre)، تم إطلاق أول قمر صناعي جزائري لا يزيد وزنه عن 90 كلغ بحجم 60*60*60 سم، على علو قدّر بـ 680 كلم وعلى مدار مستدير، كما قدّرت مدة حياته الافتراضية بـ 5 سنوات، والصور الملتقطة ذات دقة 32 متر، وعلى 3 حزم طيفية، قرب تحت الحمراء، حمراء، خضراء. هذا الساتل جزء من برنامج دولي يسمى "كوكبة مراقبة الكوارث" Disaster Monitoring Constellation (DMC) يعمل على الاستغلال المشترك لأقمارها الصناعية في مجال مراقبة في الكوارث الطبيعية، فإلى جانب "آلسات 1” الجزائري، نجد “بلسات” (BilSat) التركي، «نيجيرياسات 1» النيجيري، “د.ام.سي” الصيني، “د.ام.سي.أي.ك” البريطاني. وكان من المنتظر أن يلحقه في عام 2004 سواتل لشركة أسبانية والصين والمملكة المتحدة، وربما لاحقاً من فيتنام وتايلاند.
ويستخدم الساتل آلسات 1 في مكافحة التصحر، حيث يعمل على تقييم الوضعية النباتية للمناطق المحمية والمسيّرة من طرف المحافظة السامية لتنمية السهوب، وكذا العمل على التنمية الريفية عن طريق أنظمة متابعة الحالة الإيكولوجية للمناطق السهبية. كما سجل حضوره خلال غزو الجراد لمناطق الساحل والمغرب العربي كالصورة التي التقطت في ديسمبر 2004، حيث أظهرت المنطقة الحدودية بين المغرب والجزائر بواد الذراع نشاطا كلوروفيليا مكثفا يشجع على تكاثر الجراد. أما بخصوص حرائق الغابات فصور “ألسات 1” يوم 25 أوت 2004 أظهرت نشوب 3 حرائق بولاية تيبازة، كما التقط “ألسات 1” أيضا صورا لتلوث واد الحراش بتاريخ 10 مارس 2003، وكذلك يمكن الاستفادة من هذا الساتل في الموارد المنجمية والبترولية، حيث تستعمل الصور في إنجاز الخريطة الجيولوجية الوطنية بمقياس 1\200000 درجة شمال و1\500000 درجة جنوب بالتعاون مع وزارة الطاقة والمناجم، كما أن صور “ألسات 1” تمكن من التفرقة بين مختلف الطبقات الجيولوجية والكشف عن البنيات الجيولوجية التي تحتوي على طاقات منجمية.

### ألسات 2
بعد السات 1-ب قررت الجزائر إنجاز ساتل جديد يكون أكثر قدرة واستجابة للاحتياجات الوطنية، مستفيدة في ذلك من مختلف اتفاقيات التعاون التي تربطها ببعض الدول كفرنسا، وتجسيدا لهذا التعاون، جاء مشروع الساتل الجديد السات 2 الذي رصد له غلاف مالي قدر بـ 2 مليار دج، وإذا كانت تكلفة تصنيع القمر الصناعي الجزائري ووظائفه تعدّ من أسرار الدولة المحاطة بحرص شديد على التستر والإخفاء، مع ذلك كشفت أوساط صناعية فضائية عن بيانات دقيقة، مفادها أن القمر الصناعي الجزائري مجهز بكاميرات تستطيع التقاط الصور من الدقة العالية، وتسمح بدرجة فائقة من تكبير الحجم بطريقة متفوقة، وقد تتجاوز 1.5 متر كمقياس القطر، ومن المنتظر أن يكون جاهزا في غضون عامين، وقد باشرت شركة “استر يوم-سايس” في إنجازه بعد المحادثات التي جمعت مؤخرا وزير البريد وتكنولوجيات الاتصال وأنتوان بوفيي مدير هذه الشركة، وفي هذا الإطار، تم إرسال حوالي 29 باحثا للتربص ميدانيا بمدينة تولوز الفرنسية. وفي 12 يوليو، 2010، تم إطلاق ألسات 2 منصة الإطلاق بمحطة ساتيش داوان الفضائية بمدينة سري‌هاري‌كوتا بولاية چـِنـّاي بالهند.

## مشاريع أخرى
آفاق الأقمار الصناعية في الجزائر نظرا إلى أهمية تكنولوجيا الفضاء والدور الكبير الذي تلعبه الأقمار الصناعية، أولت الدولة عناية لهذا القطاع، حيث خصصت مبلغا ماليا قدر بـ 82 مليار دج (1 مليار و38 مليون دولار)، كحجم استثمار للبرنامج الفضائي، فإلى جانب القمر الصناعي السات 1، السات 1-ب، السات 2، السات 3، ألكوم سات-1، وهناك مشروعين آخرين في الأفق أحدهما على الصعيد الإفريقي ويتم بتعاون الوكالة الفضائية الجزائرية مع الوكالات الفضائية الإفريقية لكل من جنوب أفريقيا، أما الآخر فعلى الصعيد العربي، إذ تقرر خلال القمة السابعة عشرة لرؤساء الدول العربية وباقتراح من رئيس الدولة إنجاز قمر صناعي عربي مهمته محاولة الوقاية من الكوارث الطبيعية وكيفية التحكم فيها، مثل التصحر، الفيضانات، مكافحة الجراد، مراقبة البيئة، نوعية الهواء، التلوث البحري، الرياح الرملية، تسيير الموارد الطبيعية والمحافظة عليها، وكذا التنقيب عن البترول والموارد المنجمية. مع تسهيل الحصول على معطيات فضائية للبلدان العربية. وفي دراسة تقنية أولية تم إنجازها من قبل الجزائر حول الجوانب التقنية والجدوى الاجتماعية والاقتصادية لهذا ألساتل، تم تحديد مجموعة الخصائص العامة والتقنية، إذ سيمكن من المسح المستمر لأغلب المناطق العربية، فحسب المدار الذي سيتم اختياره، سيكون هناك مسح مستمر من عمان إلى فلسطين ومن اليمن إلى العراق ومن مصر إلى المغرب. ولأن مساحة الوطن العربي شاسعة، فقمر صناعي واحد منة شأنه أن لا يفي بالغرض، لذلك تمكن معالجة هذه الإشكالية باللجوء إلى قمرين صناعيين أو أكثر في شكل مجموعة أقمار تؤدي نفس الغرض بإدارة موحدة.

## قمر صناعي للإنترنت
تعتزم الجزائر إطلاق قمر صناعي من منصة في الصين، لتحسين التغطية بالإنترنت خصوصا بالمناطق الأكثر عزلة بالبلاد، وذلك قبل نهاية سنة 2017، وإنه سيتم إطلاق ألكوم سات-1 قبل نهاية 2017، تم إنجاز تصميم هذا القمر الصناعي في انتظار إطلاقه من الصين قبل نهاية العام الجاري، بالتعاون مع شركائنا الصينيين”، وبخصوص اختيار هذا البلد ليكون منصة لإطلاق القمر الصناعي، أن الصين تتمتع بخبرة أكبر في مجال إطلاق الأقمار الصناعية للاتصالات التي يفوق وزنها 5 أطنان، فيما لم تطلق الهند سوى قمرين صناعيين اثنين فقط، ومن المنتظر أن يسمح القمر الصناعي المسمى ألكوم سات-1 بالحصول على الإنترنت من كل مكان وبشكل دائم في الجزائر، وبتغطية جميع المناطق حتى الأكثر عزلة في البلاد، كما سيشكّل نظاما احتياطيا في حالة انقطاع الربط عبر الألياف البصرية، مما سيجنب الجزائر انقطاعات كتلك التي سجلت في 2015 بسبب تحبط انقطاع الكابل البحري للألياف البصرية، وأدى انقطاع كابل بحري للأنترنت يربط الجزائر بأوروبا، في أكتوبر 2015، إلى عزلة شبه تامة للبلاد لعدة أيام، عاش خلاها الجزائريون حالة أشبه بالهستيريا مع استحالة الولوج إلى الشبكة العنكبوتية، وتعدّ الجزائر 29.5 مليون خط إنترنت (جوال وثابت) في عام 2016، حسب تقارير حديثة اظهرت عنها سلطة الضبط للبريد والمواصلات السلكية واللاسلكية (حكومية)، بزيادة بلغت 7 % مقارنة بالعام الماضي.
وتعاني الجزائر نقصا في خطوط الإنترنت الأرضية (الثابتة) حيث لا يتعدى عددها 2.9 مليون خط من أصل 29.5 مليون خط إنترنت في البلاد، حسب ذات الإحصائيات، وذلك رغم مساحتها الشاسعة التي تعتبر الأكبر أفريقيا بأكثر من مليوني كلم مربع.
وأعلنت الجزائر، نهاية سبتمبر أيلول 2016، إطلاق ثلاثة أقمار صناعية من منصة “سريهاريكوطا” بالهند، موجهة لدعم البحوث العلمية مثل رصد الكوارث الطبيعية ودعم التنمية، وأطلقت الجزائر سابقا، قمرين صناعيين، الأول السات 1 في 28 نوفمبر 2002 من قاعدة الإطلاق الروسية “بليسيتسك كوسمودروم”، والثاني السات 2 عام 2010، من موقع “سريهاريكوتا” الهندي الكائن في “تشيناي” في خليج البنغال.

## الكيانات التشغيلية
تتألف وكالة الفضاء الجزائرية من 4 وحدات الأعمال المركزية.
- المركز الفضائي (STC)
- مركز التطبيقات الفضائية (SAC)
- مركز تنمية ألأقمار الصناعية (SDC)
- مركز نظم التشغيل للاتصالات (CEST)

### االبعثات والمهام
- تقديم إستراتيجية وطنية في مجال الأنشطة الفضائية، وضمان الامتثال.
- إعداد البنية التحتية الفضائية لتعزيز القدرات الوطنية.
- تنفيذ البرامج السنوية ومتعددة لتطوير الأنشطة الفضائية الوطنية ذات الصلة لمختلف القطاعات المعنية وضمان الرصد والتقييم.
- تنظيم الأنسب لإرسال والاهتمامات الوطنية لضمان، نيابة عن الدولة، وعلى تصميمها وتنفيذها وتشغيلها.
- اعداد لسياسة الحكومة في التعاون الثنائي والمتعدد الأطراف المناسبة لتقديم الاحتياجات الوطنية.
- الرصد والتقييم للالتزامات بموجب التزامات الدولة في مجال الاتفاقات الإقليمية والدولية في مجالات النشاط الفضائي.

## التركيبة
للوكالة مدير عام يعينه الرئيس، وكذا مجلس إدارة ومجلس علمي وتقني.
أعضاء المجلس الإداري هم:
- المدير العام
- ممثل رئيس الحكومة
- ممثلوا وزارات:
  - وزارة الدفاع الوطني (الجزائر)
  - وزارة الخارجية الجزائرية
  - وزارة الداخلية (الجزائر)
  - وزارة التعليم العالي والبحث العلمي (الجزائر)
  - الاقتصاد
  - الاتصالات
  - وزارة المالية (الجزائر)
  - من الاتصالات السلكية ولاسلكية
  - من الطاقة والمناجم
  - من الصناعة
  - من الفلاحة
  - التهيئة العمرانية والبيئة
  - وزارة النقل (الجزائر)
  - الموارد المائية
  - الصيد البحري

## المركز الوطني للتقنيات الفضائية
توجد محلات متابعة وصيانة الأقمار الصناعية الجزائرية آلسات والسات 1-ب والسات 2 وألكوم سات-1 المتواجدة في مداراتها في المركز الوطني للتقنيات الفضائية (م وت ف) لأرزيو.

## مراكز البحوث
مراكز البحث التابعة للوكالة الفضائية الجزائرية.
- مركز التطوير الفضائي الجزائري
- مركز التقنيات الفضائية الجزائرية
- المركز الوطني للتقنيات الفضائية (الجزائر)

## التخوف الإسرائيلي
أعربت أسرائيل عن قلقها وتذمرها من الأقمار الصناعية الجزائرية التي تملك أمكنيات تصويرية دقيقة، تزعم الجزائر أنها لأغراض سلمية لرصد الأرض ومراقبتها...!، سعت الجزائر وقتئذ ليكون قمرها الصناعي أفضل وأنجع من القديم «ألسات 1» والذي قدمته الجهات الرسمية الجزائرية أنه مخصص لرصد حالة البيئة على الأرض بهدف السيطرة على الكوارث الطبيعية والحوادث الصناعية الكبرى، ومع ذلك، إن مصادر عسكرية أوروبية كشفت وقتئذ خلافا لما صدر عن الجهات الرسمية الجزائرية، أن القمر الصناعي «ألسات 1» تم تصميمه بالأساس لمراقبة الأنشطة والتحركات في البلدان المجاورة للجزائر، وفي الحقيقة يتوفر «ألسات 2» على كاميرا التصوير النهارية بدقة متر واحد وكاميرا ومجسات تصوير تعمل بالأشعة تحت الحمراء للتصوير الليلي والاستشعار عن بعد، في حين ووفقا لدوائر أوروبية مختصة في علوم الفضاء، إن مهمة القمر الصناعي الجزائري هو رصد أهداف على الأرض حجمها متر واحد ونصف فأكثر، كما أن تقارير المراقبين أفادت أن الجزائر قد خصصت منذ عام 2003 جزءا كبيرا من عمل أقمارها الصناعية لرصد الحركات في المغرب وموريتانيا وأجزاء من السنغال.

## وصلات خارجية
- (بالفرنسية: الموقع الرسمي للوكالة الفضائية الجزائرية)‏
- كوريا الشمالية تعرض مرافقة الجزائر لإطلاق قمر صناعي